# 施塔岑多夫
施塔岑多夫是奥地利下奥地利州圣帕尔滕兰县的一个市镇。总面积12.44平方公里，总人口1403人，人口密度112.8人/平方公里（2005年）。